# Computação biológica
O conceito de computação biológica propõe que os organismos vivos realizam cálculos e que, como tal, ideias abstratas de informação e computação podem ser a chave para a compreensão da biologia. Como um campo, a computação biológica pode incluir o estudo dos cálculos de biologia de sistemas realizados por biota o projeto de algoritmos inspirados nos métodos computacionais de biota, o projeto e engenharia de dispositivos computacionais fabricados usando componentes de biologia sintética e métodos de computador para a análise de dados biológicos, outro lugar chamado de biologia computacional ou bioinformática.
De acordo com Dominique Chu, Mikhail Prokopenko e J. Christian J. Ray, "a classe mais importante de computadores naturais pode ser encontrada em sistemas biológicos que realizam computação em vários níveis. De redes de processamento de informações moleculares e celulares a ecologias, economias e cérebros, a vida computa. Apesar da concordância onipresente sobre esse fato, remontando aos autômatos de von Neumann e redes neurais de McCulloch-Pitts, até agora não temos princípios para entender rigorosamente como a computação é feita na matéria viva ou ativa".
Os circuitos lógicos podem ser construídos com fungos viscosos Experimentos de sistemas distribuídos os usaram para aproximar gráficos de rodovias. O bolor limoso Physarum polycephalum é capaz de resolver o Problema do caixeiro-viajante, um teste combinatório com complexidade crescente exponencialmente, em tempo linear. Fungos como os basidiomicetos também podem ser usados para construir circuitos lógicos. Em um computador fúngico proposto, a informação é representada por picos de atividade elétrica, um cálculo é implementado em uma rede de micélio e uma interface é realizada por meio de corpos de fruto.